# Protaetia mirifica
Protaetia mirifica (Mulsant, 1842) è un coleottero appartenente alla famiglia Scarabaeidae.

## Descrizione

### Adulto
Gli adulti di questo coleottero presentano una colorazione viola brillante. La testa, presenta un paio di poderose mandibole utilizzate per nutrirsi. Gli occhi sono composti e sensibili ai raggi UV e sono posizionati al di sotto delle antenne. Le elitre ricoprono tutto l'addome e sono color viola. Si tratta di un coleottero dalle dimensioni medio-grandi che oscillano tra i 22 e i 30 mm di lunghezza.

### Larva
Le larve sono della tipica forma a "C", bianche e con testa e zampe sclerificate per consentire all'insetto di muoversi più agevolmente nel terreno. Lungo i fianchi, esse presentano dei forellini chitinosi che costituiscono l'apparato respiratorio dell'insetto. La testa delle larve è dotata di poderose mandibole, atte a frantumare il cibo.

## Biologia
Come tutti i cetoniini è un coleottero di abitudini diurne. Gli adulti si nutrono della linfa degli alberi e sono legati alla volta forestale, raramente sono visibili sui fiori. La loro colorazione vistosa rappresenta una tattica difensiva molto diffusa negli insetti e denominata aposematismo: in questo modo i predatori associano il colore alle spiacevoli conseguenze a cui andranno incontro se mangeranno l'insetto e di conseguenza rinunciano, nel caso questo non dovesse bastare, p. mirifica può anche scegliere di fuggire via, sfruttando la sua grande abilità nel volo. Le larve si nutrono del legno marcio che si trova nella cavità delle querce.

## Distribuzione e habitat
Questo coleottero è visibile in Europa centrale, al di fuori di Italia meridionale, Gran Bretagna, Spagna, Portogallo e Irlanda.

## Conservazione
P. mirifica è considerata una specie vulnerabile all'estinzione nella Lista rossa IUCN. La popolazione italiana, invece, risulta essere a rischio critico.